# 松永てるほ
松永 てるほ（まつなが てるほ）は、日本の女優・ダンサー。

## 主な出演作品

### 映画
- 奇妙な仲間 おいろけ道中（1970年、監督：児玉進）
- 色情妻　肉の誘惑（1976年、監督：西村昭五郎）
- 赤い花弁が濡れる（1977年、監督：西村昭五郎）
- 東京チャタレー夫人（1977年、監督：藤井克彦）
- (秘)ハネムーン 暴行列車（1977年）
- ザ・コールガール 情痴の檻（1978年、監督：林功）
- BEAT（1998年、監督：宮本亜門）

## 音楽

### シングル
- 許せないの／涙の中から朝がくる（1970年12月、東宝レコード、AS-1029）